# Micrathena furcula
Micrathena furcula là một loài nhện trong họ Araneidae.
Loài này thuộc chi Micrathena. Micrathena furcula được Octavius Pickard-Cambridge miêu tả năm 1890.